# Ecogenética
La ecogenética o genética ecológica es la ciencia que estudia la predisposición genética de un organismo vivo a responder ante los efectos de diversos agentes ambientales (físicos, químicos, biológicos, atmosféricos y climáticos). Estos agentes ambientales son sustancias químicas extrañas al organismo, que aun pudiendo no ser tóxicos para el ser vivo en cuestión, pueden ejercer algún tipo de efecto sobre el, alterando el funcionamiento normal de las células vivas, y todo ello, es dependiente de factores hereditarios.

## Historia
Se cree que la primera asociación clara entre un agente ambiental y un tumor específico fue descrito en Inglaterra por Percival Pott, en 1775. Pott observó una alta incidencia de cáncer de escroto en los deshollinadores de las chimeneas de Londres, aunque él no fue quien acuñó el término de ecogenética.
Sin embargo, el primero en describir el polimorfismo genético, fue Edmund Brisco Ford (1901-1988), a quien se le considera como fundador de la ecogenética, ya que sentó las bases para los estudios que se realizaron años después. Ford era un biólogo británico de principios del siglo XX, profesor de genética en la Universidad de Oxford, e investigador sobre la selección natural en la naturaleza, estudiando de manera especial los lepidópteros (mariposas y polillas). Escribió varios manuales, entre los que destaca especialmente Ecologycal Genetics.
Otro de los genetistas ecológicos más importantes de la historia es Theodosius Dobzhansky (1900-1975). Realizó estudios sobre genética de poblaciones en la mosca de la fruta y sobre polimorfismos cromosómicos en poblaciones naturales de especies del género Drosophila. Estuvo influenciado por su coetáneo Ford y por Sergei Chetverikov (1880-1959), pionero también en este campo de la genética.

## Objetivos de la ecogenética
La respuesta de un organismo vivo ante un determinado agente ambiental está influenciada por la estructura genética del individuo, pero también por factores que afectan a la capacidad de adaptación general de cada uno del mismo.
En muchas ocasiones, estos factores interactúan mejorando o contrarrestando el efecto mutuo, por ejemplo, existen enfermedades genéticas que predisponen a los individuos afectados al desarrollo de anemias hemolíticas.
El objetivo principal de la ecogenética es hacer una evaluación crítica y objetiva de la relación que se ha encontrado entre los rasgos genéticos y la susceptibilidad diferencial ante agentes ambientales, especialmente a los agentes contaminantes.

## Clasificación de los agentes ambientales objeto de estudio en ecogenética
Los agentes ambientales son sustancias químicas extrañas al organismo cuya procedencia es muy diversa, pudiendo encontrarse multitud de contaminantes tales como: metales pesados, plaguicidas, hidrocarburos halogenados y no halogenados, PCBs, DBF y DBD, residuos químicos tóxicos, radiaciones nucleares, etc.
El riesgo sobre los organismos vivos radica en su persistencia y acumulación o en la posibilidad de formar complejos químicos, así como en su capacidad de reacción, dando lugar a un incremento en la toxicidad. La toxicidad puede ser aguda o crónica (tumores, úlceras, irritaciones, etc.) y está muy influencia por otros muchos factores, ya sean externos (dieta, medio ambiente, forma de administración, etc.) como internos (edad, sexo, condiciones fisiológicas, genéticas, etc.)

### Según su origen
La presencia de estos contaminantes en el organismo puede ser casual o accidental, pudiéndose encontrar desechos urbanos, industriales, mixtos, residuos mineros, agrícolas, etc. Algunos ejemplos son tabaco, conservantes, plaguicidas, estabilizantes, plastificantes, aditivos, inductores del crecimiento, toxinas bacterianas, etc.

### Según sus aplicaciones
El uso de medicamentos o productos de uso doméstico, industrial, agrícola o de locomoción genera gran cantidad de compuestos químicos contaminantes.

### Según su acción intrínseca
Existen tóxicos de acción local, que destruyen células de la piel, mucosas o del árbol respiratorio, generando dermatitis, bronquitis, conjuntivitis, quemaduras o reacciones alérgicas diversas. Algunos ejemplos son: ácidos, lejías, NO2, SO3, disolventes, etc. En otros casos los tóxicos son de acción sistemática, como aditivos, edulcorantes, conservantes, plaguicidas, etc.
No se pueden olvidar las sustancias procedentes de los distintos fármacos (antibióticos, antineoplásicos, agentes quimioterapéuticos y citostáticos, agentes alquilantes, vinblastina, etc.), drogas, etc.

### Según su acción bioquímica
Esta clasificación incluye sustancias biocidas, mutagénicos, carcinogénicos, teratogénicos, inhibidores, activadores e inductores de enzimas, agentes desacoplantes, etc.

### Según su reactividad metabólica
Teniendo en cuenta la persistencia o biodegradabilidad, se presentan dos tipos: bioacumulativos y bioactivables.

### Según su naturaleza
Existen agentes o sustancias de naturaleza física, química, biológica, atmosférica y climática, cuya presencia puede afectar en gran medida al organismo vivo.
Dentro de los agentes de naturaleza física se encuentran la electricidad, las radiaciones electromagnéticas no ionizantes (relacionadas con diversas alteraciones fisiológicas y patológicas), los láseres, la luz visible (existen casos de trastornos neurológicos por contaminación lumínica), el magnetismo, el material particulado o emisiones (como la sílice, cuya exposición produce silicosis pulmonar en mineros), las radiaciones infrarrojas, ionizantes o ultravioleta (tomar el sol expone al individuo a esta radiación, y una exposición continuada conlleva a un mayor riesgo de cáncer de piel), el ruido y la temperatura.
Los agentes de naturaleza química incluyen los elementos naturales inorgánicos (metales y no metales), sustancias naturales orgánicas y sustancias sintéticas (orgánicas e inorgánicas), así como fármacos, plaguicidas y otras sustancias químicas contaminantes.
Los agentes de naturaleza biológica son bacterias, virus y otros microorganismos, parásitos y sus toxinas, hongos y sus toxinas, alérgenos como el polen (causa alergias en primavera), vegetales o alimentos en los cuales permanecen restos de químicos, como por ejemplo plaguicidas en verduras.
En el grupo de los agentes de naturaleza atmosférica hay que tener en cuenta que los cambios climáticos (temperatura, humedad, cambios de presión, etc.) suelen influir en el estado de ánimo y en la salud de los individuos. Por ejemplo, los vientos o corrientes de aire generan rinitis vasomotoras e incluso, congestiones pulmonares, o la permanencia durante tiempos prolongados en ambientes húmedos, ocasiona problemas cutáneos.

## Ecogénetica y salud
Existen muchos trabajos en la bibliografía científica que demuestran la influencia que determinados rasgos hereditarios tienen sobre el desarrollo de algunas enfermedades, y cómo a veces, estas enfermedades son aceleradas por ciertos agentes ambientales.
Quizá las enfermedades más estudiadas son las cardiovasculares, la diabetes o el cáncer, ya que se trata de enfermedades de alta prevalencia. En estas enfermedades ya se conocía desde hace tiempo la influencia que factores/agentes ambientales o el estilo de vida tenían sobre el desarrollo de las mismas, pero en los últimos años se ha descrito que existen también factores genéticos implicados en el origen de estas patologías, por lo tanto, la susceptibilidad de un individuo a padecer alguna de estas enfermedades viene determinada por la combinación de ambos factores, genéticos y ambientales.
Por ejemplo, el sistema inmune tiene muchos vínculos con la genética y la herencia. Cualquier alteración o desequilibrio en el funcionamiento del sistema inmune puede provocar enfermedades de difícil tratamiento (psoriasis, colitis ulcerosa, enfermedad de Crohn, artritis, artrosis, alergias, etc.). Se conoce que entre los factores que afectan a la respuesta inmune de un organismo , se encuentran además de la carga genética individual, la alimentación y hábitos nutricionales, así como el estilo de vida. Y se sabe que todos ellos están conectados entre sí, y que dependen unos de otros.
La capacidad de responder y el tipo e intensidad de respuesta a antígenos también ha sido demostrado que están correlacionados con el genotipo del individuo en cuestión, así como Las deficiencias en las respuestas inmunes pueden estar asociadas con mutaciones o polimorfismos genéticos que dan lugar a una mayor susceptibilidad a enfermedades infecciosas. Conocer todo ello, permitiría tanto al médico como al paciente, poder reforzar el sistema inmune y adelantarse a posibles enfermedades.
La ecogenética del cáncer está más que comprobada. Se conoce que el cáncer es el producto de una compleja relación entre nuestro cuerpo y el medio ambiente. Hay muchas sustancias contaminantes, como el tabaco, algunos alimentos de la dieta o la exposición a contaminantes tóxicos, causan cáncer. Pero también se sabe que el cáncer es una enfermedad genética. Por ejemplo, en la aparición del cáncer de piel influye mucho la exposición de los individuos genéticamente predispuestos a un agente ambiental claro: los rayos ultravioletas. En la aparición del melanoma se ha detectado como responsable un gen (MC1R) en el cromosoma 1.
En el cáncer de colón, aunque tanto la dieta como la cantidad de grasa ingerida tienen relación con su aparición, se ha descubierto una mutación genética que causa la aparición de pólipos (poliposis familiar) con gran potencial a convertirse en cancerosos. Los 2 los genes que provocan la aparición de la poliposis son el APC y el MUTYH, habiéndose encontrado que existe relación directa entre el número de pólipos y la frecuencia de las variantes genéticas, y además que el tabaco parece predisponer a la aparición de estos pólipos.
Algo parecido ocurre en la aparición del cáncer de mama, ya que aunque se han encontrado sendas mutaciones en los genes BRCA1 y BRCA2, lo cual predispone a la aparición no solo de cáncer de mama, sino también de ovario, páncreas o hígado, es seguro que el estilo de vida, los hábitos dietéticos tóxicos durante y después de la gestación (café, tabaco, alcohol etc.), dietas rocas en grasas animales o incluso el uso de anticonceptivos orales, son agentes/factores ambientales que favorecen este tipo de cáncer.
Los trastornos mentales, como por ejemplo la esquizofrenia, han sido también muy estudiados. Se piensa que cuentan con un modelo poligénico multifactorial, en el que los trastornos surgen ante la combinación de varios genes, otorgando cierta susceptibilidad al individuo, sobre la que actúan también los factores ambientales. La identificación de los genes responsables es compleja, pero existe un número creciente de estudios acerca de la esquizofrenia y su relación con distintos polimorfismos genéticos. Se ha relacionado la aparición de la esquizofrenia con anomalías cromosómicas en genes DISC1 y DISC2, y polimorfismos en los genes DRD2 y 5-HTT (para el género masculino), así como en los genes IL-1b o IL-1RA (para el género femenino). Sin embargo, factores ambientales que se han ligado al riesgo de presentar esquizofrenia son aquellos relacionados con complicaciones en el embarazo (infecciones víricas maternas, preeclamsia, incompatibilidad de Rh, etc.), en el parto (parto prolongado, colapso de cordón, etc.) o en el puerperio (convulsiones neonatales, test Apgar bajo...).

## Hacia dónde se dirige la ecogenética
Las investigaciones en ecogenética se encaminan inexcusablemente hacia el estudio de la combinación de la interacción genes-ambiente, a través de diseños cada vez más complejos. El modelo actual causal indica que tanto los factores de riesgo genéticos como los ambientales contribuyen al desarrollo de multitud de enfermedades, aunque sin duda será más fácil entender las influencias genéticas, que caracterizar influencias ambientales específicas.
Son innumerables los estudios que se están realizando en todo el mundo para intentar esclarecer el componente genético de trastornos y enfermedades complejas, como la diabetes mellitus, la esclerosis múltiple, la enfermedad inflamatoria intestinal o el asma.
Se requiere identificar aquellos factores de riesgo modificables (factores/agentes ambientales) que interaccionan con mutaciones genéticas, ya que podrían ser utilizados para establecer intervenciones preventivas, evitando la aparición de la enfermedad.
El futuro de la genética en la salud pública pasa por el desarrollo de estudios genéticos, servicios de prevención y promoción de la salud, evaluación y seguimiento de individuos y familias de riesgo, consejo genético y formación de profesionales en genética.